# هیئت مساعدت سازمان ملل متحد برای عراق (یونامی)

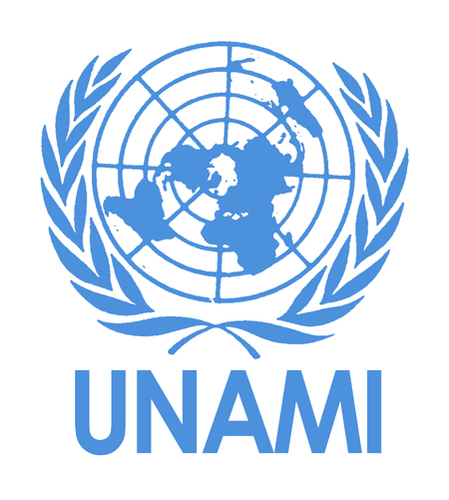

هیئت مساعدت سازمان ملل متحد برای عراق (UNAMI) توسط قطعنامه ۱۵۰۰ شورای امنیت سازمان ملل متحد در تاریخ ۱۴ اوت ۲۰۰۳ تشکیل شد و از تلاش‌های توسعه ملی در سطوح سیاسی، انتخاباتی و بشردوستانه در سراسر عراق حمایت می‌کند. شورای امنیت سازمان ملل در ژوئیه ۲۰۱۷ مأموریت هیئت سیاسی سازمان ملل در عراق را به مدت یک سال تا ۳۱ ژوئیه ۲۰۱۸ تمدید کرد.

## تاریخچه
سازمان ملل از سال ۱۹۵۵ از طریق برنامه‌های مختلف در عراق فعالیت می‌کند. سازمان‌های تخصصی در اوایل دهه ۱۹۹۰ دفاتر خود را در عراق تأسیس کردند و نهادهای سازمان ملل متحد مانند UNAMI از زمان حمله به عراق در سال ۲۰۰۳ فعالیت خود را آغاز کرده‌اند. پس از بدتر شدن شرایط در سال ۲۰۰۷، سازمان ملل تلاش کرد تا حضور خود را در عراق افزایش دهد و همچنان به گسترش عملیات خود در سراسر کشور ادامه دهد. سازمان ملل متحد حضور خود را در عراق از طریق مأموریت کمک رسانی و تیم سازمان ملل متحد (UNCT)، که با۲۰ دفتر در حال حاضر در عراق فعالیت می‌کند، نگه می‌دارد. سرجیو ویرا دی ملو، نمایندهٔ ویژهٔ دبیرکل سازمان ملل متحد، در میان ۲۲ کشته در یک حمله انتحاری در سال ۲۰۰۳ علیه سازمان ملل متحد بوده‌است. مرگ نماینده‌ای که به عنوان کاندیدای احتمالی برای دبیرکل دیده می‌شد، تأثیر قابل ملاحظه‌ای بر سازمان ملل متحد گذاشت.

## دستورکار
یکی از وظایف UNAMI اجرای قرارداد بین‌المللی با عراق است. این مأموریت به عنوان «شرایط اجازه» و «به درخواست دولت عراق» مجاز است:
مشاوره و حمایت از دولت عراق در:
پیشرفت گفتگوی جامع، سیاسی و آشتی ملی؛ توسعه فرایندهای برگزاری انتخابات و رفراندوم؛ بازنگری قانون اساسی و اجرای مفاد قانون اساسی؛:توسعه فرایندهای قابل قبول برای دولت عراق برای حل و فصل مرزهای داخلی محکوم شده؛ تسهیل گفتگوهای منطقه‌ای، از جمله در مورد مسائل امنیتی مرزی، انرژی و پناهندگان؛ برنامه‌ریزی، تأمین مالی و اجرای برنامه‌های ادغام مجدد برای اعضای سابق گروه‌های مسلح غیرقانونی؛ برنامه‌ریزی اولیه برای انجام یک سرشماری جامع؛ارتقا، حمایت و تسهیل در هماهنگی با دولت عراق:
هماهنگی و تحویل کمک‌های بشردوستانه و بازگشت امن، مرتب و داوطلبانه به صورت مناسب؛ پیاده‌سازی توافقنامه بین‌المللی با عراق، از جمله هماهنگی با اهدا کنندگان و موسسات مالی بین‌المللی؛ هماهنگی و اجرای برنامه‌هایی برای بهبود ظرفیت عراق برای ارائه خدمات ضروری برای مردم آن و همچنان از طریق صندوق بین‌المللی بازسازی عراق (IRFFI) همچنان همکاری‌های اهدا کننده را برای برنامه‌های بازسازی و کمک‌های بحرانی ادامه می‌دهد؛ اصلاحات اقتصادی، ظرفیت سازی و شرایط توسعه پایدار، از جمله از طریق هماهنگی با سازمان‌های ملی و منطقه‌ای و به‌طور مناسب جامعه مدنی، اهدا کنندگان و موسسات مالی بین‌المللی؛ توسعه مؤثر خدمات مدنی، اجتماعی و ضروری، از جمله از طریق آموزش و همکاری در عراق در صورت امکان؛ مشارکت سازمانها، صندوق‌ها و برنامه‌های سازمان ملل در اهداف مشخص شده در این قطعنامه تحت رهبری متحد از دبیرکل از طریق نماینده ویژه خود برای عراق؛ و همچنین حمایت از حقوق بشر و اصلاحات قضایی و قانونی را جهت تقویت حاکمیت قانون در عراق ترویج می‌کند.

## نمایندگان نظامی و نگهبانان
فیجی - ۲۶۹ نیروی فیجی مسئول حفاظت از ساختمان‌ها و کارکنان سازمان ملل متحد در منطقه سبز هستند. مشروط - آموزش دیده، مجهز و حمل و نقل شده به عراق توسط استرالیا - برای اولین بار در دسامبر سال ۲۰۰۴ به عراق اعزام شد، در آن زمان آن شامل ۱۳۴ نیرو بود.
 دانمارک - یک ناظر نظامی. قبلاً حدود ۳۵ سرباز به عنوان نگهبانان سازمان ملل متحد (علاوه بر کمک‌های دانمارک به ائتلاف تحت رهبری ایالات متحده) مستقر شده‌اند.
 نیوزیلند - یک ناظر نظامی.
 استرالیا - دو ناظر نظامی.
 اردن - دو ناظر نظامی.
   نپال - یک ناظر نظامی و ۱۰۴ نیروی نظامی.

## شرکت کنندگان حذف شده
رومانی - ۱۰۰ سرباز رومانیایی در ماه مارس سال ۲۰۰۵ به مدت ۶ ماه برای حمایت از UNAMI (علاوه بر کمک‌های رومانی به ائتلاف رهبری ایالات متحده) به عراق فرستاده شد.
 گرجستان - نقش در جنگ عراق: حدود ۵۵۰ سرباز در مارس ۲۰۰۵ برای انجام وظایف حفاظت از سازمان ملل متحد (علاوه بر مشارکت گرجستان در ائتلاف تحت رهبری ایالات متحده) مستقر شدند. با این حال، آنها تحت فرمان U.S. در یک مأموریت «امنیت حلقه میانی» در منطقه سبز قرار گرفتند و بعداً دوباره به عضویت نیروهای چندملیتی گرجستان در نیروی عراق اعزام شدند.
 کانادا - یک ناظر نظامی از اکتبر ۲۰۰۴ تا ژوئیه ۲۰۰۷ مستقر شد.
 اتریش - یک ناظر نظامی داشت.
 بریتانیا - یک ناظر نظامی داشت.
 ایالات متحده آمریکا - دارای چهار ناظر نظامی بود.

## تمدید مأموریت
شورای امنیت سازمان ملل روز جمعه ۱۴ ژوئیه مأموریت هیئت مساعدت سازمان ملل در عراق را تا ۳۱ ژوئیه ۲۰۱۸ تمدید کرد. شورای امنیت به‌طوری یکپارچه قطعنامه‌یی را تصویب کرد که مطابق آن هیئت یونامی به مأموریت خود در عراق ادامه می‌دهد…
این نهاد سازمان ملل از دولت عراق خواست تا امنیت و پشتیبانی حضور سازمان ملل در صحنه را فراهم کند.